# Convención Interamericana para prevenir, sancionar y erradicar la violencia contra la mujer

Firmado y ratificado
Adherido
No firmado
No es un estado miembro de la Organización de Estados Americanos

La Convención Interamericana para Prevenir, Sancionar y Erradicar la Violencia contra la Mujer conocida también como la Convención Belém do Pará -por el lugar en el que fue adoptada el 9 de junio de 1994-, fue el primer tratado internacional del mundo de Derechos Humanos que abordó específicamente la temática y la violencia contra las mujeres y que consagró el derecho de las mujeres a una vida libre de violencia tanto en el ámbito privado como en el público. Establece el desarrollo de mecanismos de protección y la defensa de los derechos de las mujeres como fundamentales para luchar contra el fenómeno de la violencia en contra de su integridad física, sexual y psicológica. Define la violencia contra la mujer como una violación de los derechos humanos y de las libertades fundamentales. La Convención fue creada por la Comisión Interamericana de Mujeres (CIM) de la Organización de los Estados Americanos (OEA). Entró en vigor el 28 de marzo de 1996 y ha sido ratificada por 32 de los 35 miembros de la OEA con excepción de Cuba, Canadá y Estados Unidos.
En 2004 se creó el Mecanismo de Seguimiento de la Convención de Belém do Pará (MESECVI) para establecer un proceso de evaluación y apoyo continuo e independiente. Se trata de una metodología de evaluación multilateral sistemática y permanente que se fundamenta en un foro de intercambio y cooperación técnica entre los Estados Parte de la Convención y un Comité de Expertas. El MESECVI analiza los avances de implementación de la convención y los desafíos en las respuestas de los Estados. El Comité de Expertas es el órgano técnico del MESECVI y está integrado por expertas independientes designadas por cada uno de los Estados Parte y ejercen sus funciones a título personal. El Mecanismo esta financiado por contribuciones voluntarias de los Estados Parte de la Convención y otros donantes, y la Comisión Interamericana de Mujeres (CIM) de la OEA actúa como su Secretaria Técnica.

## Definición de "violencia contra la mujer"

### Artículo 2
Se entenderá que violencia contra la mujer incluye la violencia física, sexual y psicológica:

a. que tenga lugar dentro de la familia o unidad doméstica o en cualquier otra relación interpersonal, ya sea que el agresor comparta o haya compartido el mismo domicilio que la mujer, y que comprende, entre otros, violación, maltrato y abuso sexual;

b. que tenga lugar en la comunidad y sea perpetrada por cualquier persona y que comprende, entre otros, violación, abuso sexual, tortura, trata de personas, prostitución forzada, secuestro y acoso sexual en el lugar de trabajo, así como en instituciones educativas, establecimientos de salud o cualquier otro lugar, y

c. que sea perpetrada o tolerada por el Estado o sus agentes, dondequiera que ocurra.
Estas disposiciones dejan en claro que no hay exención para la violación conyugal, que todavía era legal en varios países de las Américas en 1994.

## Derechos garantizados

### Artículo 3
Toda mujer tiene derecho a una vida libre de violencia, tanto en el ámbito público como en el privado.

### Artículo 4
Este artículo no se refiere solamente al disfrute y goce de los derechos contenidos en la Convención, sino que también abarca aquellos distintos que estén contenidos en otros instrumentos.
Toda mujer tiene derecho al reconocimiento, goce, ejercicio y protección de todos los derechos humanos y a las libertades consagradas por los instrumentos regionales e internacionales sobre derechos humanos.  Estos derechos comprenden, entre otros:
a. el derecho a que se respete su vida;
El carácter fundamental de este derecho, reconocido así tanto por la Corte Interamericana de Derechos Humanos como por la Comisión Interamericana de Derechos Humanos pues sin el goce de este sería imposible detentar los demás. En esencia, el derecho fundamental a la vida comprende, no sólo el derecho de todo ser humano de no ser privado de la vida arbitrariamente, sino también el derecho a que no se le impida el acceso a las condiciones que le garanticen una existencia digna.
b. el derecho a que se respete su integridad física, psíquica y moral;
Este derecho implica que las mujeres deben ser tratadas con respeto a su dignidad humana y no deben ser sometidas a torturas, ni a penas o tratos crueles, inhumanos o degradantes. Para la Corte Interamericana de Derechos Humanos, la infracción del derecho a la integridad física y psíquica de las personas es una clase de violación que tiene diversas connotaciones de grado y que abarca desde la tortura hasta otro tipo de vejámenes o tratos crueles, inhumanos o degradantes cuyas secuelas físicas y psíquicas varían de intensidad según los factores endógenos y exógenos que deberán ser demostrados en cada situación concreta.
La Comisión Interamericana de Derechos Humanos ha reconocido la existencia de un estrecho vínculo entre el derecho a la integridad persona y el derecho a la salud, de tal modo que la provisión de servicios adecuados y oportunos de salud es una de las medidas principales para garantizar el derecho a las medidas principales para garantizar el derecho a la integridad personal de las mujeres. Las entidades de salud, públicas o privadas, son lugares donde las mujeres ejercen sus derechos económicos, sociales y culturales, sin embargo, también son muchas veces un escenario de riesgo para ellas. En estas instituciones se manifiestan distintas formas de violencia física, psicológica y sexual con devastadoras consecuencias para la salud y el bienestar de miles de mujeres de la región.
c. el derecho a la libertad y a la seguridad personales;
d. el derecho a no ser sometida a torturas;
e. el derecho a que se respete la dignidad inherente a su persona y que se proteja a su familia;
f. el derecho a igualdad de protección ante la ley y de la ley;
g. el derecho a un recurso sencillo y rápido ante los tribunales competentes, que la ampare contra actos que violen sus derechos;
h. el derecho a libertad de asociación;
i. el derecho a la libertad de profesar la religión y las creencias propias dentro de la ley, y
j. el derecho a tener igualdad de acceso a las funciones públicas de su país y a participar en los asuntos públicos, incluyendo la toma de decisiones.

## Deberes de los Estados

### Artículo 7
Políticas orientadas a prevenir, sancionar y erradicar dicha violencia
a. abstenerse de cualquier acción o práctica de violencia contra la mujer y velar porque las autoridades, sus funcionarios, personal y agentes e instituciones se comporten de conformidad con esta obligación;
b. actuar con la debida diligencia para prevenir, investigar y sancionar la violencia contra la mujer;
c. incluir en su legislación interna normas penales, civiles y administrativas, así como las de otra naturaleza que sean necesarias para prevenir, sancionar y erradicar la violencia contra la mujer y adoptar las medidas administrativas apropiadas que sean del caso;
d. adoptar medidas jurídicas para conminar al agresor a abstenerse de hostigar, intimidar, amenazar, dañar o poner en peligro la vida de la mujer de cualquier forma que atente contra su integridad o perjudique su propiedad;
e. tomar todas las medidas apropiadas, incluyendo medidas de tipo legislativo, para modificar o abolir leyes y reglamentos vigentes, o para modificar prácticas jurídicas o consuetudinarias que respalden la persistencia o la tolerancia de la violencia contra la mujer;
f. establecer procedimientos legales justos y eficaces para la mujer que haya sido sometida a violencia, que incluyan, entre otros, medidas de protección, un juicio oportuno y el acceso efectivo a tales procedimientos;
g. establecer los mecanismos judiciales y administrativos necesarios para asegurar que la mujer objeto de violencia tenga acceso efectivo a resarcimiento, reparación del daño u otros medios de compensación justos y eficaces, y
h. adoptar las disposiciones legislativas o de otra índole que sean necesarias para hacer efectiva esta Convención. 

### Artículo 8
Objetivo de las medidas que deben tomar los Estados
a. fomentar el conocimiento y la observancia del derecho de la mujer a una vida libre de violencia, y el derecho de la mujer a que se respeten y protejan sus derechos humanos;
b. modificar los patrones socioculturales de conducta de hombres y mujeres, incluyendo el diseño de programas de educación formales y no formales apropiados a todo nivel del proceso educativo, para contrarrestar prejuicios y costumbres y todo otro tipo de prácticas que se basen en la premisa de la inferioridad o superioridad de cualquiera de los géneros o en los papeles estereotipados para el hombre y la mujer que legitimizan o exacerban la violencia contra la mujer;
c. fomentar la educación y capacitación del personal en la administración de justicia, policial y demás funcionarios encargados de la aplicación de la ley, así como del personal a cuyo cargo esté la aplicación de las políticas de prevención, sanción y eliminación de la violencia contra la mujer;
d. suministrar los servicios especializados apropiados para la atención necesaria a la mujer objeto de violencia, por medio de entidades de los sectores público y privado, inclusive refugios, servicios de orientación para toda la familia, cuando sea del caso, y cuidado y custodia de los menores afectados;
e. fomentar y apoyar programas de educación gubernamentales y del sector privado destinados a concientizar al público sobre los problemas relacionados con la violencia contra la mujer, los recursos legales y la reparación que corresponda;
f. ofrecer a la mujer objeto de violencia acceso a programas eficaces de rehabilitación y capacitación que le permitan participar plenamente en la vida pública, privada y social;
g. alentar a los medios de comunicación a elaborar directrices adecuadas de difusión que contribuyan a erradicar la violencia contra la mujer en todas sus formas y a realzar el respeto a la dignidad de la mujer;
h. garantizar la investigación y recopilación de estadísticas y demás información pertinente sobre las causas, consecuencias y frecuencia de la violencia contra la mujer, con el fin de evaluar la eficacia de las medidas para prevenir, sancionar y eliminar la violencia contra la mujer y de formular y aplicar los cambios que sean necesarios, y
i. promover la cooperación internacional para el intercambio de ideas y experiencias y la ejecución de programas encaminados a proteger a la mujer objeto de violencia. 

## Mecanismos de protección

### Artículo 10
Con el propósito de proteger el derecho de la mujer a una vida libre de violencia, en los informes nacionales a la Comisión Interamericana de Mujeres, los Estados Partes deberán incluir información sobre las medidas adoptadas para prevenir y erradicar la violencia contra la mujer, para asistir a la mujer afectada por la violencia, así como sobre las dificultades que observen en la aplicación de las mismas y los factores que contribuyan a la violencia contra la mujer.y que

### Artículo 11
Los Estados Partes en esta Convención y la Comisión Interamericana de Mujeres, podrán requerir a la Corte Interamericana de Derechos Humanos opinión consultiva sobre la interpretación de esta Convención.
Este artículo se relaciona con el artículo 64 de la Convención Americana de Derechos Humanos, que establece la facultad de la Corte Interamericana de Derechos Humanos de interpretar tanto esa Convención como otros tratados concernientes a la protección de los derechos humanos en los Estados americanos. Asimismo, la Corte podrá brindar opiniones acerca de la compatibilidad entre cualquiera de las leyes internas de un Estado y los tratados de derechos humanos.
La competencia consultiva puede ser iniciada tanto por un Estado Miembro de la OEA como por los órganos enumerados en el Capítulo VIII de la Carta de la OEA, entre estos los organismos especializados, pero solo en cuanto les competa. La relevancia del artículo 11 analizado es la facultad expresa que da a la Comisión Interamericana de Mujeres para solicitar a la Corte opinión consultiva sobre la de Belém do Pará.
La facultad consultiva de la Corte constituye un servicio que la Corte está en capacidad de prestar a todos los integrantes del sistema interamericano, con el propósito de coadyuvar al cumplimiento de sus compromisos internacionales sobre derechos humanos. Con ello se auxilia a los Estados y órganos en la aplicación de tratados relativos a derechos humanos, sin someterlos al formalismo y a las sanciones inherentes al proceso contencioso

### Artículo 12
Cualquier persona o grupo de personas, o entidad no gubernamental legalmente reconocida en uno o más Estados miembros de la Organización, puede presentar a la Comisión Interamericana de Derechos Humanos peticiones que contengan denuncias o quejas de violación del artículo 7 de la presente Convención por un Estado Parte, y la Comisión las considerará de acuerdo con las normas y los requisitos de procedimiento para la presentación y consideración de peticiones estipulados en la Convención Americana sobre Derechos Humanos y en el Estatuto y el Reglamento de la Comisión Interamericana de Derechos Humanos.
El fin del sistema de las peticiones consagrado en el artículo 12 de la Convención es el de fortalecer el derecho de petición individual internacional a partir de ciertas precisiones sobre los alcances del enfoque de género. La adopción de esta convención refleja una preocupación uniforme en todo el hemisferio sobre la gravedad del problema de la violencia contra las mujeres, su relación con la discriminación históricamente sufrida y la necesidad de adoptar estrategias integrales para prevenirla, sancionarla y erradicarla. En consecuencia, la existencia de un sistema de peticiones individuales dentro de una convención de tal tipo tiene como objetivo alcanzar la mayor protección judicial posible, respecto de aquellos Estados que han admitido el control judicial por parte de la Corte IDH.